# Komariv, Turiisk
Komariv (în ucraineană Комарів) este un sat în comuna Novosilkî din raionul Turiisk, regiunea Volînia, Ucraina.

## Demografie
Componența lingvistică a localității Komariv
     Ucraineană (98,57%)
     Rusă (1,43%)
Conform recensământului din 2001, majoritatea populației localității Komariv era vorbitoare de ucraineană (98,57%), existând în minoritate și vorbitori de rusă (1,43%).